# Sverdrup
Trong hải dương học, sverdrup (ký hiệu: Sv) là một đơn vị đo lưu lượng dòng chảy không thuộc hệ SI, với 1 Sv tương đương 1.000.000 mét khối trên giây (260.000.000 gal Mỹ/s); nó tương đương với các đơn vị khối SI bắt nguồn từ hectometer trên giây (kí hiệu: hm³/s hoặc hm³⋅s⁻¹). Nó được sử dụng gần như độc quyền trong hải dương học để đo tốc độ vận chuyển của dòng hải lưu. Đơn vị được đặt theo tên của Harald Sverdrup. Nó khác với các đơn vị SI Sievert hoặc phi SI Svedberg, dù chúng sử dụng cùng một kí hiệu.
Trong bối cảnh các dòng hải lưu, một triệu mét khối mỗi giây có thể dễ dàng tưởng tượng nhất là một "lát cắt" của đại dương, 1 km rộng x 1 km sâu x 1 m dày. Ở quy mô này, các đơn vị này có thể dễ dàng so sánh hơn về chiều rộng của dòng chảy (vài km), độ sâu (hàng trăm mét) và tốc độ tức thời (tính bằng mét trên giây). Do đó, một giả thuyết dòng chảy rộng 50 km, sâu 500 m (0.5 km), và di chuyển ở 2 m/s sẽ vận chuyển 50 Sv nước.

## Ví dụ
Vận chuyển nước trong dòng Hải lưu Gulf Stream tăng dần từ 30 Sv ở Dòng hải lưu Florida lên tối đa 150 Sv ở phía nam Newfoundland tại kinh độ 55°W.
Dòng Hải lưu vòng Nam Cực, vào khoảng 125 Sv, là dòng hải lưu lớn nhất.
Toàn bộ lượng nước ngọt toàn cầu đổ từ sông đến đại dương bằng khoảng 1.2 Sv.